# Jussi Kurikkala
Juho Samuli Kurikkala detto Jussi (Kalajoki, 12 agosto 1912 – Helsinki, 10 marzo 1951) è stato un fondista e maratoneta finlandese.

## Biografia

### Carriera sciistica
Ai Campionati mondiali di sci nordico 1937 vinse la medaglia d'argento nella staffetta 4x10 km in squadra con Pekka Niemi, Kalle Jalkanen e Klaes Karppinen con il tempo totale di 3:07:04, superato solo dalla nazionale della Norvegia che aveva marcato il tempo di 3:06:07. Nei Mondiali successivi, sempre nella staffetta riuscì, a conquistare l'oro con Martti Lauronen, Pauli Pitkänen e Klaes Karppinen (2:38:42). Ai Mondiali del 1939 ottenne la medaglia d'oro nella 18 km, con il tempo di 1:05:30.
Kurikkala vinse anche due ori (50 km, staffetta) e un argento (18 km) ai "Mondiali" del 1941, in seguito dichiarati nulli dalla FIS.

### Carriera atletica
Oltre che fondista Kurikkala fu anche maratoneta; il suo primato personale, stabilito nel 1946, fu di 2:34:47. Partecipò ai Giochi della XIV Olimpiade di Londra 1948, piazzandosi 13º nella maratona vinta dall'argentino Delfo Cabrera.
Gareggiò fino al 1950, quando fu costretto a interrompere l'attività agonistica a causa di un tumore dello stomaco che l'avrebbe condotto alla morte l'anno successivo

## Palmarès

### Sci di fondo

#### Mondiali
- 3 medaglie:
  - 2 ori (staffetta a Lahti 1938; 18 km a Zakopane 1939)
  - 1 argento (staffetta a Chamonix 1937)